# Mike Leigh

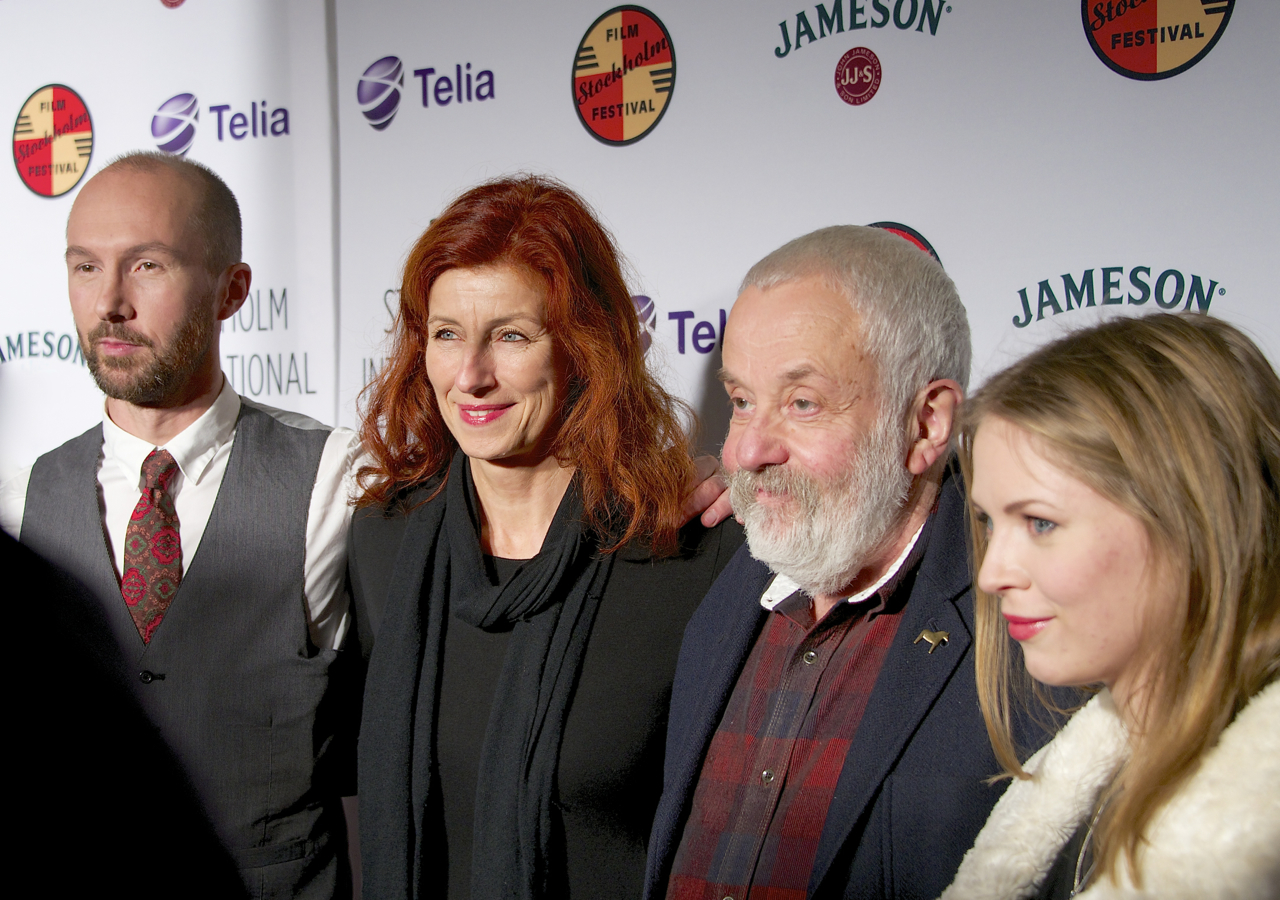
Mike Leigh under Stockholm International Film Festival 2014. Till vänster om honom står Git Scheynius, till höger Alexandra Dahlström.

Mike Leigh, född 20 februari 1943 i Salford i Greater Manchester, är en brittisk regissör och författare av teaterpjäser, TV-pjäser och filmer.
Mike Leighs karriär inom filmbranschen spänner över 60 år. Har nominerats sju gånger till en Oscar och tilldelats fyra Baftapriser. Han tilldelades regipriset i Cannes för Naken (1993) och Guldpalmen för Hemligheter och lögner (1996) samt Guldlejonet i Venedig för Vera Drake (2004).

## Biografi

### Uppväxt
Mike Leigh föddes i ett judiskt medelklasshem i Manchesterområdet. Hans farfar, porträttmålaren Mayer Lieberman, invandrade från Ryssland till Storbritannien 1902. Mike Leighs far, som var läkare, bytte namn från Lieberman till Leigh under Andra världskriget.  

### Karriär
Mike Leigh påbörjade som ung en skådespelarutbildning, och studerade senare vid två konstskolor och en filmskola. 1965 skrev han och regisserade sin första pjäs, The Box Play, som framfördes i Birmingham.
Mike Leighs första långfilm var Dystra stunder från 1971. Efter den arbetade han främst inom televisionen fram till 1988, då han gjorde sin andra biograffilm, High Hopes.  Han gjorde många TV-pjäser inom BBC:s serie Play for Today. 
Under 1990-talet fick hans filmer större uppmärksamhet. År 1993 tilldelades han regipriset i Cannes för filmen Naken. Hans mest kända och inkomstbringande film är Hemligheter och lögner (Secrets and Lies) från 1996, som belönades med Guldpalmen vid Filmfestivalen i Cannes. Hans film, Vera Drake (2004), belönades med Guldlejonet vid Filmfestivalen i Venedig 2004. Flera av hans senare filmer har varit producerade i Frankrike.
Han har också skrivit och regisserat över tjugo teaterpjäser, av vilka flera har filmatiserats. Både Dystra stunder och Nuts in May var ursprungligen teaterpjäser. Teaterpjäsen Abigail's Party filmades som TV-pjäs för BBC och har också framförts på scen i nya uppsättningar.
Leigh har under åren nominerats till sammanlagt sju Oscars bland annat 2011 för bästa originalmanus till filmen Medan åren går (2010).

## Familj
Under åren 1973 till 2001, (de separerade 1996) var Mike Leigh gift med skådespelaren Alison Steadman, som medverkar i flera av hans filmer. De har tillsammans två söner. 

## Metod och teman
Mike Leigh skriver inte manus i vanlig mening, utan utarbetar grundläggande idéer som sedan utvecklas av skådespelarna genom improvisationer under en lång period innan pjäsen uppförs eller filmen spelas in. Skådespelarna kan ofta föra in egna erfarenheter till sina roller. 
Hans filmer utspelas ofta i arbetarklassmiljöer i England, oftast i London. De behandlar ofta klass- och könskonflikter och brukar kunna beskrivas som socialrealistiska. Ofta har familjen varit en röd tråd i hans filmskapande. Mike Leigh har jämförts med Ken Loach, men där Loach i sina filmer verkar vilja framföra ett visst politiskt budskap är Leighs filmer mer mångtydiga. Han har inte varit politiskt aktiv och hävdar själv att han inte har en klar politisk uppfattning, men att han har en vänsterbakgrund.
På grund av det våld mot kvinnor som förekommer i hans film Naken (1993) beskylldes han för att vara misogyn. Detta har han bestämt förnekat. Han menar att det han skildrar i filmen är exempel på vanligt förekommande förhållanden mellan män och kvinnor.[källa behövs]

## Filmografi (urval)
Filmer med premiär på bio
- 1971 – Dystra stunder
- 1988 – High Hopes
- 1990 – Livet leker! (Life is Sweet)
- 1993 – Naken (Naked)
- 1996 – Hemligheter och lögner (Secrets and Lies)
- 1997 – Flickor i karriären (Career Girls)
- 1999 – Topsy-Turvy
- 2002 – All Or Nothing
- 2004 – Vera Drake
- 2008 – Happy-Go-Lucky
- 2010 – Medan åren går (Another Year)
- 2014 – Mr. Turner
- 2018 – Peterloo
- 2024 – Hard Truths

TV-filmer
- 1973 – Hard Labour
- 1975 – The Permissive Society
- 1975 – The Five Minute Films
- 1976 – Nuts in May
- 1976 – Knock for Knock
- 1977 – Abigail's Party
- 1977 – The Kiss of Death
- 1978 – Who's Who
- 1980 – Grown Ups
- 1982 – Home Sweet Home
- 1983 – Meantime
- 1985 – Four Days in July
- 1987 – The Short and Curlies
- 1992 – A Sense of History

## Priser och utmärkelser i urval
- Guldleoparden vid filmfestivalen i Locarno  1972 för filmen Dystra stunder
- Guldhugo vid filmfestivalen i Chicago 1972 för filmen Dystra stunder
- 1993 mottog han utmärkelsen Brittiska Imperieorden (OBE), med officers grad.
- Pris för bästa regi vid Filmfestivalen i Cannes 1993 för filmen Naken
- Guldpalmen vid Filmfestivalen i Cannes 1996 för filmen Hemligheter och lögner
- Guldlejonet vid Filmfestivalen i Venedig 2004 för filmen Vera Drake